# Germaine Ledoyen
Pour les articles homonymes, voir Ledoyen.
Germaine Ledoyen est une comédienne de cinéma et de théâtre née à Nantes le 24 mars 1908 et morte à Paris 10e le 5 février 1998. 
Elle a joué dans de nombreux films, téléfilms et séries télévisées, mais également au théâtre. Elle a joué son premier rôle au cinéma dans le film Son dernier rôle de 1946.

## Biographie
Nantaise d'origine, Germaine Le Doyen obtient un premier prix au conservatoire de Nantes en 1933. Elle monte à Paris où elle jouera chez Gaston Baty, Louis Jouvet jusqu'à la déclaration de la Seconde Guerre mondiale qui éloigna Louis Jouvet outre-Atlantique. Elle ne le suivra pas.
Résistante, elle a hébergé Suzanne Spaak, la première épouse de Claude Spaak, son ami auteur de théâtre et frère de Charles Spaak, scénariste de cinéma. Suzanne sera arrêtée puis fusillée par la Gestapo en août 1944, treize jours avant la libération de Paris.
C'est à cette époque qu'elle rencontre Bernard Hecht qui deviendra un réalisateur de l'ORTF. Le couple adopte en 1961 Guillaume, aujourd'hui producteur et réalisateur.
Outre plusieurs rôles de cinéma, dont celui de la mère de Gérard Philipe dans Le Diable au corps, sa carrière est essentiellement théâtrale. Amie de Pierre Fresnay, d'Yvonne Printemps, et d'Edwige Feuillère, Germaine Ledoyen appartient à cette génération de comédiennes qui ont osé approcher tous les genres. Une audace pour l'époque.
Bretonne dans l'âme, elle combattra avec force durant les quinze dernières années de sa vie contre une maladie remontant aux mauvais jours de la Seconde Guerre mondiale.

## Filmographie

### Cinéma
- 1946 : Son dernier rôle de Jean Gourguet
- 1946 : Le Pavillon de la folle de Jean Gourguet - (moyen métrage)
- 1947 : Le Bateau à soupe de Maurice Gleize
- 1947 : Le Diable au corps de Claude Autant-Lara : madame Jaubert
- 1948 : Après l'amour de Maurice Tourneur : la sœur de Germaine
- 1958 : Le Désordre et la Nuit de Gilles Grangier : l'infirmière
- 1976 : Marie-Poupée de Joël Séria
- 1980 : Cherchez l'erreur de Serge Korber
- 1980 : Le Rebelle de Gérard Blain : madame Roussel
- 1981 : Asphalte de Denis Amar
- 1981 : Viens chez moi, j'habite chez une copine de Patrice Leconte : la retraitée
- 1981 : La vie continue de Moshé Mizrahi : Nina

### Télévision
- 1957 : Madame Maxence a disparu de Bernard Hecht (téléfilm)
- 1959 : Bastoche et Charles Auguste de Bernard Hecht
- 1962 : L'inspecteur Leclerc enquête de Marcel Bluwal, épisode : Signé Santini, (série télévisée) : la concierge
- 1963 : Les Cinq Dernières Minutes  - épisode no 28 : L'Eau qui dort de Claude Loursais  (série télévisée) :  L'infirmière #1
- 1963 : Un coup dans l'aile, téléfilm de Claude Barma : l'habilleuse
- 1964 : Les Beaux Yeux d'Agatha de Bernard Hecht : Mareka
- 1965 : Le Bonheur conjugal de Jacqueline Audry : l'infirmière
- 1965 : Belphégor ou le Fantôme du Louvre de Claude Barma : madame Pinolet
- 1965 : Commandant X - épisode : Le Dossier Pyrénées de Jean-Paul Carrère
- 1965 : Le dossier Pyrénées, téléfilm de Jean-Paul Carrère
- 1965 : Les Saintes Chéries de Jean Becker : la cartomancienne
- 1966 : En votre âme et conscience, épisode : La Carte de visite de  Pierre Nivollet
- 1967 : Les Habits noirs (feuilleton télévisé) de René Lucot
- 1967 : En votre âme et conscience, épisode : L'Affaire Daurios ou le Vent du Sud de  Guy Lessertisseur
- 1967 : Meurtre en sourdine de Gilbert Pineau
- 1968 : Les Compagnons de Baal de Pierre Prévert : madame Robin
- 1968 : Les Demoiselles de Suresnes, série de Pierre Goutas
- 1969 : En votre âme et conscience (trois épisodes)
- 1969 : Les Eaux mêlées de Jean Kerchbron : la mère de Louis
- 1971 : Crime et Châtiment, téléfilm de Stellio Lorenzi
- 1971 : Les Dossiers du professeur Morgan (deux épisodes)
- 1971 : Aux frontières du possible : le dossier des mutations V de Victor Vicas
- 1972 : François Gaillard ou la vie des autres de Jacques Ertaud, épisode : Louis : madame Clerjoux
- 1972 : La Malle de Hambourg, feuilleton de Bernard Hecht : madame Olga
- 1972 : Légion de Philippe Joulia : madame Bertrand
- 1973 : La Porteuse de pain de Marcel Camus, (minisérie) : la marchande
- 1973 : Le Jet d'eau, téléfilm : Antoinette Mammes
- 1973 : Genitrix, téléfilm de Paul Paviot : Marie de Lado
- 1974 : Josse, téléfilm de Guy Jorré : madame Jessicaud
- 1977 : Au théâtre ce soir : Plainte contre inconnu de Georges Neveux, mise en scène Raymond Gérôme, réalisation Pierre Sabbagh, Théâtre Marigny : la vieille femme
- 1977 : Dossier danger immédiat (Épisode "La Victime choisie") de Claude Barma
- 1978 : Médecins de nuit - épisode : Michel de Philippe Lefebvre
- 1979 : Le Vérificateur - épisode Triple S : la tante
- 1979 : Les Dames de la côte de Nina Companeez (série télévisée)
- 1980 : Les Dossiers éclatés : le querellé ou la nécessité d'être comme tout le monde : la mère Mège
- 1982 : Paris-Saint-Lazare de Marco Pico -  minisérie
- 1983 : Les Beaux Quartiers, téléfilm de Jean Kerchbron
- 1984 : Manipulations, téléfilm de Marco Pico

## Théâtre
- 1938 : Noces de sang de Federico García Lorca, mise en scène Marcel Herrand, Théâtre de l'Atelier
- 1942 : Macbeth de Shakespeare, mise en scène Gaston Baty, Théâtre Montparnasse
- 1945 : Rebecca de Daphne du Maurier, mise en scène Jean Wall, Théâtre de Paris
- 1945 : Lorenzaccio d'Alfred de Musset, mise en scène Gaston Baty, Théâtre Montparnasse
- 1946 : Quatre Femmes de Marcel Mouloudji, mise en scène Jean Darcante, Théâtre de la Renaissance
- 1954 : L'Anglais tel qu'on le parle de Tristan Bernard, mise en scène René Barré, Théâtre des Célestins
- 1955 : La Mouette d'Anton Tchekhov, mise en scène André Barsacq, Théâtre de l'Atelier
- 1957 : Le Repoussoir de Rafaël Alberti, mise en scène André Reybaz, Théâtre de l'Alliance française
- 1958 : Père d'Édouard Bourdet, mise en scène Pierre Fresnay, Théâtre de la Michodière
- 1963 : Le Paria de Graham Greene, mise en scène Jean Mercure, Théâtre Saint-Georges